# Варнер, Джейми
Джеймс Кри́стофер Ва́рнер (англ. James Christopher Varner; род. 12 октября 1984, Финикс) — американский боец смешанного стиля, представитель лёгкой весовой категории. Выступал на профессиональном уровне в период 2003—2014 годов, известен по участию в турнирах бойцовских организаций UFC, WEC, KOTC, Titan FC, Rage in the Cage и др. Владел титулом чемпиона WEC в лёгком весе.

## Биография
Джейми Варнер родился 12 октября 1984 года в городе Финикс штата Аризона, США. Во время учёбы в местной старшей школе серьёзно занимался борьбой, дважды становился региональным чемпионом и один раз был финалистом чемпионата штата, затем поступил в колледж, где так же добился определённых успехов как борец.

### Начало профессиональной карьеры
Дебютировал в смешанных единоборствах на профессиональном уровне в марте 2003 года, выиграв у своего соперника единогласным решением судей. Дрался в небольших американских промоушенах, преимущественно в аризонском Rage in the Cage, где в общей сложности одержал семь побед и потерпел одно поражение (один из поединков также был признан несостоявшимся). В июле 2005 года отметился выступлением на турнире King of the Cage.

### Ultimate Fighting Championship
Имея в послужном списке 11 побед и только одно поражение, Варнер привлёк к себе внимание крупнейшей бойцовской организации мира Ultimate Fighting Championship и в 2006 году подписал с ней контракт. Дебютировал в октагоне UFC в поединке с бразильским ветераном Эрмисом Франса, но проиграл ему сдачей, попавшись в третьем раунде на рычаг локтя. При этом оба бойца получили бонусы за лучший бой вечера.
В марте 2007 года Варнер вышел в клетку против непобеждённого на тот момент Джейсона Гиллиама и нанёс ему первое поражение — в первом же раунде взял его на удушающий приём сзади, тот потерял сознание, и была зафиксирована техническая сдача. Вскоре после этого боя Джейми Варнер перешёл в родственную UFC организацию World Extreme Cagefighting.

### World Extreme Cagefighting
Выиграв в 2007 году у Шеррона Леггетта, удостоился права оспорить титул чемпиона WEC в лёгкой весовой категории, который на тот момент принадлежал Робу Маккаллоху. Чемпионский бой между ними состоялся в феврале 2008 года, Варнер выиграл техническим нокаутом в первом раунде и забрал чемпионский пояс себе.
Впоследствии сумел дважды защитить свой титул, взяв верх над такими бойцами как Маркус Хикс и Дональд Серроне. Поединок с Серроне получился очень конкурентным, протекал в равном противостоянии, но закончился неоднозначно — в пятом раунде Серроне нанёс запрещённый удар коленом по лежачему сопернику, Варнеру дали время прийти в себя, но он не смог продолжить бой — в итоге состоялось техническое судейское решение, судьи раздельным решением отдали победу Варнеру, сохранив за ним пояс. Оба бойца заработали премию за лучший бой вечера.
В рамках третьей защиты чемпионского титула в январе 2010 года Джейми Варнер встретился с обладателем титула временного чемпиона в лёгком весе Бенсона Хендерсона. В первых трёх раундах имел преимущество как в стойке, так и в партере, но в третьем раунде Хендерсон применил на нём «гильотину» и принудил к сдаче.
Лишившись чемпионского титула, Варнер продолжил регулярно драться в клетке WEC, но не очень удачно — проиграл Дональду Серроне и Шейну Роллеру, тогда как в поединке с Камалом Шалорусом была зафиксирована ничья. Затем организация прекратила своё существование, и Варнер стал свободным агентом.

### Возвращение в UFC
Проведя несколько поединков в менее престижных промоушенах, в 2012 году Джейми Варнер вернулся в UFC, заменив травмировавшегося Эвана Данэма в поединке с сильным бразильским ударником Эдсоном Барбозой. Он неожиданно выиграл у непобеждённого на тот момент Барбозы техническим нокаутом в первом же раунде. По версии портала Sherdog этот бой был назван главным разочарованием года.
В августе 2012 года заменил травмировавшегося Терри Этима в бою с Джо Лозоном. Во втором раунде получил перелом руки, а в третьем был вынужден сдаться, попавшись в «треугольник». Получил награду за лучший бой вечера, кроме того, позже это противостояние было признано лучшим боем года по версии World MMA Awards.
В декабре 2012 года раздельным решением выиграл у Мелвина Гилларда (счёт судей 30-27, 27-30, 30-27). Комментатор Джо Роган заявил, что судья, поставивший 30-27 в пользу Гилларда, должен быть пожизненно отстранён от судейства боёв.
Далее, однако, последовали четыре поражения подряд — от Глейсона Тибау, Абеля Трухильо, Джеймса Краузе и Дрю Добера. После поражения от Добера в декабре 2014 года Варнер сразу же объявил о завершении спортивной карьеры.

## Статистика в профессиональном ММА
| Боёв 35         | Побед 21 | Поражений 11 |
| --------------- | -------- | ------------ |
| Нокаутом        | 7        | 2            |
| Сдачей          | 11       | 5            |
| Решением        | 3        | 4            |
| Ничьи           | 1        | 1            |
| Не состоявшихся | 2        | 2            |

| Результат    | Рекорд      | Соперник          | Способ                             | Турнир                            | Дата             | Раунд | Время | Место                 | Примечание                                       |
| ------------ | ----------- | ----------------- | ---------------------------------- | --------------------------------- | ---------------- | ----- | ----- | --------------------- | ------------------------------------------------ |
| Поражение    | 21-11-1 (2) | Дрю Добер         | Сдача (удушение сзади)             | UFC on Fox: dos Santos vs. Miocic | 13 декабря 2014  | 1     | 1:52  | Финикс, США           |                                                  |
| Поражение    | 21-10-1 (2) | Джеймс Краузе     | TKO (травма лодыжки)               | UFC 173                           | 24 мая 2014      | 1     | 5:00  | Лас-Вегас, США        |                                                  |
| Поражение    | 21-9-1 (2)  | Абель Трухильо    | KO (удар рукой)                    | UFC 169                           | 1 февраля 2014   | 2     | 2:32  | Ньюарк, США           | Бой вечера.                                      |
| Поражение    | 21-8-1 (2)  | Глейсон Тибау     | Раздельное решение                 | UFC 164                           | 31 августа 2013  | 3     | 5:00  | Милуоки, США          |                                                  |
| Победа       | 21-7-1 (2)  | Мелвин Гиллард    | Раздельное решение                 | UFC 155                           | 29 декабря 2012  | 3     | 5:00  | Лас-Вегас, США        |                                                  |
| Поражение    | 20-7-1 (2)  | Джо Лозон         | Сдача (треугольник)                | UFC on Fox: Shogun vs. Vera       | 4 августа 2012   | 3     | 2:44  | Лос-Анджелес, США     | Бой вечера. Бой года по версии World MMA Awards. |
| Победа       | 20-6-1 (2)  | Эдсон Барбоза     | TKO (удары руками)                 | UFC 146                           | 26 мая 2012      | 1     | 3:23  | Лас-Вегас, США        | Разочарование года по версии Sherdog.            |
| Победа       | 19-6-1 (2)  | Дрю Фикетт        | Сдача (удары руками)               | XFC 16                            | 10 февраля 2012  | 1     | 0:40  | Ноксвилл, США         | Бой в промежуточном весе 72,6 кг.                |
| Победа       | 18-6-1 (2)  | Нейт Джолли       | KO (удары руками)                  | XFC 14                            | 21 октября 2011  | 1     | 1:09  | Orlando, Florida, США | Бой в промежуточном весе 72,6 кг.                |
| Поражение    | 17-6-1 (2)  | Дакота Кокрейн    | Единогласное решение               | Titan FC 20                       | 23 сентября 2011 | 3     | 5:00  | Канзас-Сити, США      | Бой в промежуточном весе 74,8 кг.                |
| Победа       | 17-5-1 (2)  | Тайлер Комбс      | Сдача (удушение север-юг)          | XFO 39                            | 13 мая 2011      | 1     | 1:30  | Хофман-Эстейтс, США   | Бой в полусреднем весе.                          |
| Поражение    | 16-5-1 (2)  | Шейн Роллер       | Сдача (удушение сзади)             | WEC 53                            | 16 декабря 2010  | 1     | 3:55  | Глендейл, США         |                                                  |
| Поражение    | 16-4-1 (2)  | Дональд Серроне   | Единогласное решение               | WEC 51                            | 30 сентября 2010 | 3     | 5:00  | Брумфилд, США         | Бой вечера.                                      |
| Ничья        | 16-3-1 (2)  | Камал Шалорус     | Раздельное решение                 | WEC 49                            | 20 июня 2010     | 3     | 5:00  | Эдмонтон, Канада      | Шалорус лишён одного очка за удар в пах.         |
| Поражение    | 16-3 (2)    | Бенсон Хендерсон  | Сдача (гильотина)                  | WEC 46                            | 10 января 2010   | 3     | 2:41  | Сакраменто, США       | Лишился титула чемпиона WEC в лёгком весе.       |
| Победа       | 16-2 (2)    | Дональд Серроне   | Техническое решение (раздельное)   | WEC 38                            | 25 января 2009   | 5     | 3:10  | Сан-Диего, США        | Защитил титул чемпиона WEC в лёгком весе.        |
| Победа       | 15-2 (2)    | Маркус Хикс       | TKO (удары руками)                 | WEC 35                            | 3 августа 2008   | 1     | 2:08  | Лас-Вегас, США        | Защитил титул чемпиона WEC в лёгком весе.        |
| Победа       | 14-2 (2)    | Роб Маккаллох     | TKO (удары руками)                 | WEC 32                            | 13 февраля 2008  | 3     | 2:54  | Рио-Ранчо, США        | Выиграл титул чемпиона WEC в лёгком весе.        |
| Победа       | 13-2 (2)    | Шеррон Леггетт    | TKO (удары)                        | WEC 29                            | 5 августа 2007   | 1     | 4:08  | Лас-Вегас, США        |                                                  |
| Победа       | 12-2 (2)    | Джейсон Гиллиам   | Техническая сдача (удушение сзади) | UFC 68                            | 3 марта 2007     | 1     | 1:34  | Колумбус, США         |                                                  |
| Поражение    | 11-2 (2)    | Эрмис Франса      | Сдача (рычаг локтя)                | UFC 62                            | 26 августа 2006  | 3     | 3:31  | Лас-Вегас, США        | Бой вечера.                                      |
| Победа       | 11-1 (2)    | Леонард Уилсон    | Сдача (удушение сзади)             | Rage in the Cage 78               | 14 января 2006   | 2     | 1:07  | Глендейл, США         |                                                  |
| Не состоялся | 10-1 (2)    | Тони Лламас       | No Contest                         | KOTC 56: Caliente                 | 9 июля 2005      | N/A   | N/A   | Глоб, США             | Лламас был травмирован запрещённым ударом.       |
| Победа       | 10-1 (1)    | Пол Арройо        | Сдача (удары руками)               | Rage in the Cage 71               | 30 июня 2005     | 1     | 2:03  | Темпе, США            |                                                  |
| Победа       | 9-1 (1)     | Адам Роланд       | TKO (удары руками)                 | Rage in the Cage 70               | 11 июня 2005     | 1     | 2:46  | Глендейл, США         |                                                  |
| Победа       | 8-1 (1)     | Джесси Бонгфелдт  | TKO (удары руками)                 | WFF 7: Professional Shooto        | 23 июля 2004     | 1     | 4:12  | Ванкувер, Канада      |                                                  |
| Победа       | 7-1 (1)     | Кайл Брэдли       | Сдача (удушение сзади)             | Fight Factory                     | 26 июня 2004     | 2     | 2:34  | N/A                   |                                                  |
| Победа       | 6-1 (1)     | Кайл Спрус        | Сдача (удушение)                   | RITC 63: It’s Time                | 12 июня 2004     | 1     | 1:47  | Финикс, США           |                                                  |
| Победа       | 5-1 (1)     | Гаретт Дэвис      | Сдача (треугольник)                | World Freestyle Fighting 6        | 14 мая 2004      | 1     | 3:52  | Ванкувер, Канада      |                                                  |
| Не состоялся | 4-1 (1)     | Джеймс Апшур      | No Contest                         | RITC 61: Relentless               | 30 апреля 2004   | 2     | N/A   | Финикс, США           |                                                  |
| Победа       | 4-1         | Джарвис Бреннеман | Сдача (треугольник)                | ECS: Evolution                    | 19 июля 2003     | 1     | 1:22  | Финикс, США           |                                                  |
| Победа       | 3-1         | Дейв Кляйн        | Сдача (удушение)                   | RITC 50: The Prelude              | 12 июля 2003     | 3     | 1:56  | Тусон, США            |                                                  |
| Победа       | 2-1         | Джастин Нолинг    | Сдача (рычаг локтя)                | RITC 49: Stare Down               | 7 июня 2003      | 2     | 0:38  | Финикс, США           |                                                  |
| Поражение    | 1-1         | Джесси Моренг     | Единогласное решение               | RITC 47: Unstoppable              | 7 июня 2003      | 3     | 3:00  | Финикс, США           |                                                  |
| Победа       | 1-0         | Карлос Ортега     | Единогласное решение               | RITC 46: Launching Pad            | 27 марта 2003    | 3     | 3:00  | Темпе, США            |                                                  |